# Festliches Nürnberg
Festliches Nürnberg ist ein Propagandafilm aus der Zeit des Nationalsozialismus. Sein Thema ist die Stadt Nürnberg während der Reichsparteitage und basiert auf Aufzeichnungen der Reichsparteitage 1936 und 1937.

## Inhalt
Der Film enthält Aufzeichnungen des 8. und 9. Reichsparteitags in Nürnberg. Besonders interessant sind die von Albert Speer erdachten Lichteffekte, die mit Hilfe von 134 Scheinwerfer am Rande des Zeppelinfelds realisiert wurde. Die Lichtstrahlen der Scheinwerfer liefen zusammen und bildeten den sogenannten Lichtdom.